# Province de Nakhon Nayok
Nakhon Nayok (en thaï : นครนายก) est une province (จังหวัด ; changwat) de Thaïlande.
Elle est située dans la région centrale de la Thaïlande. Couvrant 2 122 kilomètres carrés, elle se trouve entre les provinces de Saraburi et Nakhon Ratchasima au Nord, Prachinburi à l'Est, Chachoengsao au Sud et Pathum Thani à l'Ouest. Sa capitale est la ville de Nakhon Nayok. 
Nakhon Nayok est une destination souvent considérée comme secondaire par beaucoup de touristes. Le fait qu'elle n’est située qu’à 105 kilomètres de Bangkok et que ses attractions peuvent être visitées en une journée en fait juste un point d'escale pour les voyageurs. Mais ce n'est pas toujours le cas, car Nakhon Nayok est célèbre pour sa beauté naturelle régénératrice comprenant des chutes d'eau et des parcs, des sites historiques renommés, des activités d'aventure, et la dégustation d’une grande diversité de fruits.

## Géographie
La partie nord de la province est située dans la chaîne de montagne de Dong Phaya Yen, qui culmine à 1 292 mètres à Yod Khao Kiew, domaine couvert par le parc national de Khao Yai. La partie centrale de la province est cependant une plaine plutôt plate constituée par la rivière Nakhon Nayok. Sa partie méridionale a un sol acide relativement infertile.
La rivière principale de la province est la Nakhon Nayok. Elle rejoint la Prachin Buri à Paknam Yothaka, dans la province de Prachinburi, pour former le fleuve Bang Pakong.
Centre Approximatif :14° 13′ N, 101° 10′ E

## Histoire
L'histoire de la province remonte à plus de 900 ans. Quelques objets trouvées à Dong Lakhon, un village au sud de Nakhon Nayok, datent du XIe siècle et sont du style de Dvaravati.
Au début la période d'Ayutthaya, sous le règne d'U-Thong (1351 - 1369), la ville était une garnison protégeant la frontière orientale, dans une plaine couverte de forêts, et portait le nom de « Ban Na » (village des rizières) : les fièvres et le mauvais rendement de l'agriculture limitaient toute possibilité d'expansion. Pour la renforcer, le roi l'exempta d'impôt de rizière, ce qui commença à y attirer la population. La ville fut alors appelée « Mueang Nayok » ce qui signifie littéralement « la ville dont l'impôt de rizière est levé ».
En 1894, sous la commande royale du Roi Rama V, Nakhon Nayok est mentionnée en tant qu'une partie de la province de Prachin Buri. Elle devint plus tard une province à part entière.

## Symboles

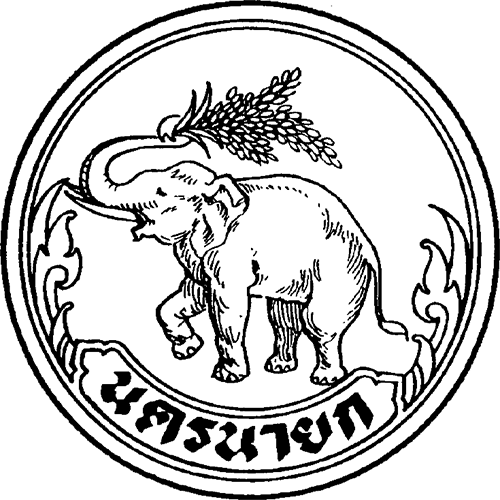
Sceau provincial.

Le sceau provincial est un cercle indiquant l'unité des gens de cette province. Un éléphant tenant une gerbe de riz rappelle les champs fertiles de riz aussi bien que les forêts avec de nombreux éléphants. Le fond avec une pile de paille, d'arbres et de nuages dépeint la fertilité et la beauté de la nature de la province.

La fleur et l’arbre provinciaux sont le Supanniga (Cochlospermum religiosum).

Cochlospernum religiosum, Jardin botanique de la reine Sirikit, Thaïlande
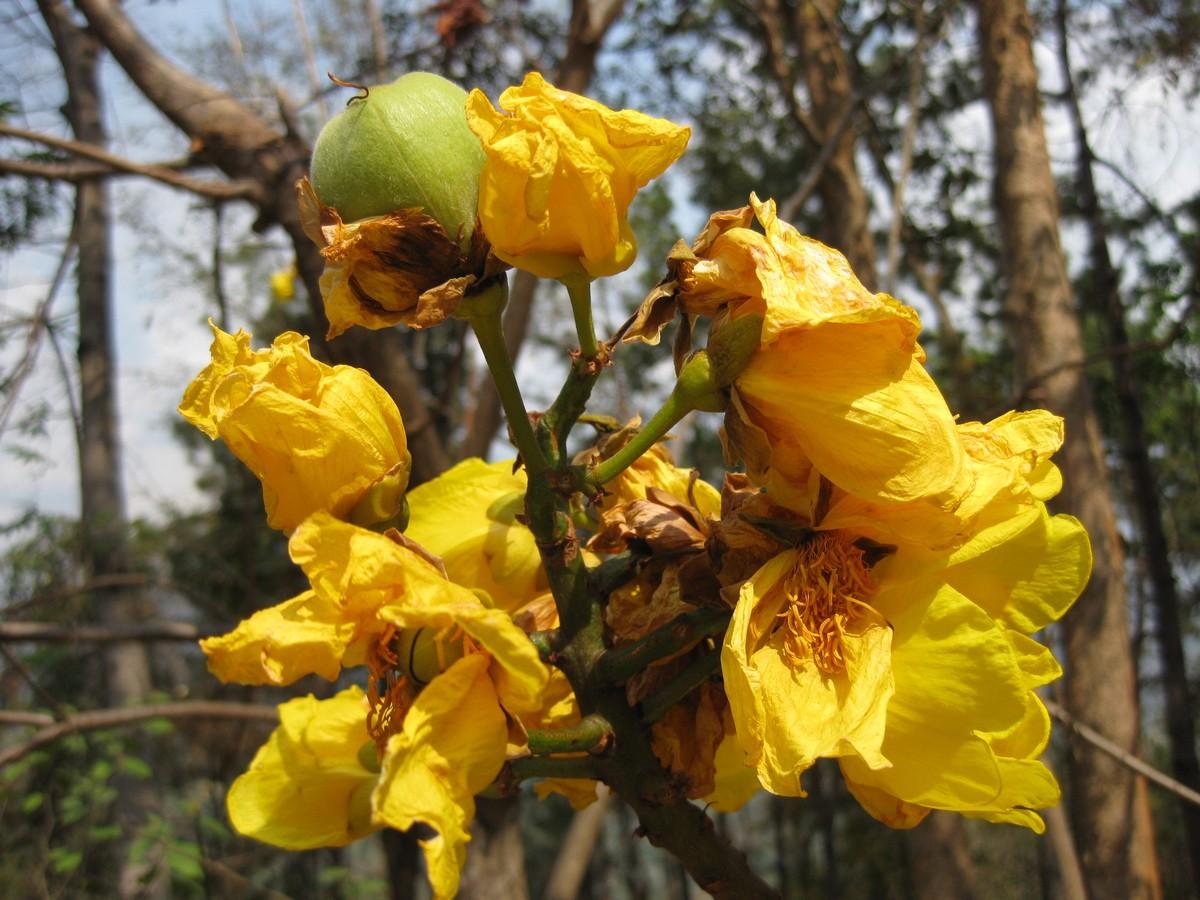
Fleurs
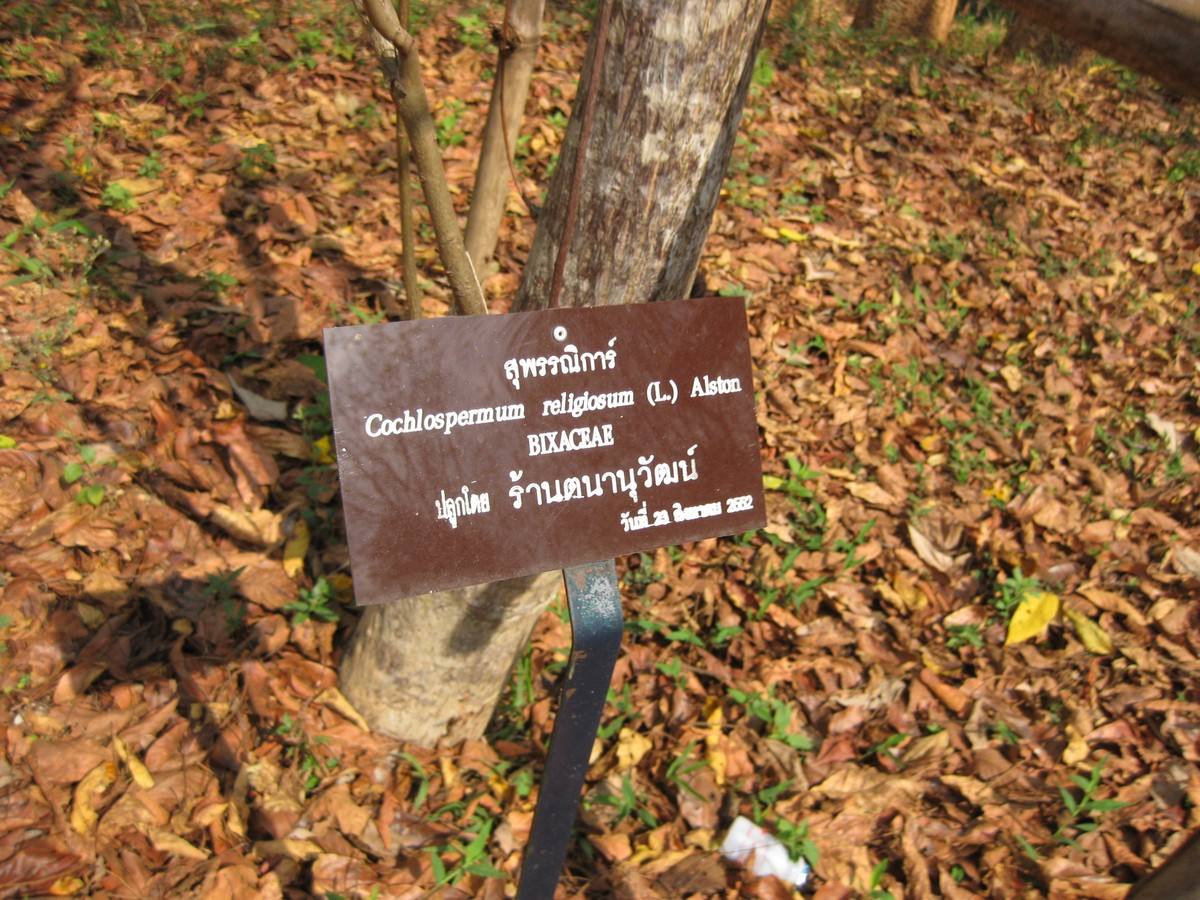
Arbre

## Divisions administratives

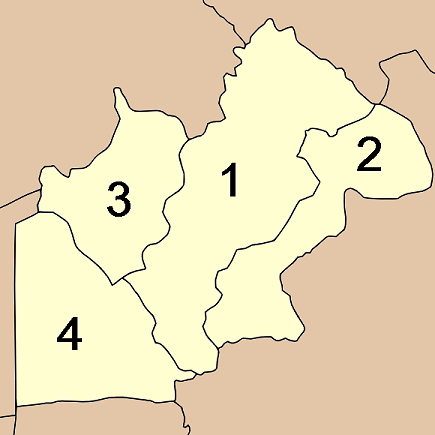
Carte des amphoe de la province de Nakhon Nayok.

La province est divisée en 4 départements, eux-mêmes subdivisés en 41 communes et en 403 villages :
1.	Mueang Nakhon Nayok (อำเภอ เมือง นครนายก)
2.	Pak Phli (อำเภอ ปาก พลี)
3.	Ban Na (อำเภอ บ้าน นา)
4.	Ongkharak (อำเภอ องครักษ์)

## Sites intéressants

### Chute Sarika
La chute d'eau la plus célèbre de la province est située dans la commune de Sarika, le long de la route numéro 3050 à environ 15 kilomètres à l'Est du centre-ville. Cette chute d'eau à neuf gradins cascadant sur les flancs d’une falaise couverte de forêt en bas de la falaise abrite une grande piscine naturelle à chaque niveau parfois parfaite pour la natation. Des logements, des restaurants et des magasins de souvenir sont disponibles. Des produits locaux comprenant des balais et des fleurs artificielles faits de pin sauvage se vendent autour de la chute d'eau.
Luangpu Man (thaï : หลวง ปู่ มั่น ; 1870 – 1949), moine fameux et très vénéré, avait résidé dans une caverne voisine de Sarika pour méditer en 1917-1920. On peut y observer une chapelle (située à l'intérieur de la caverne). En outre, il y a des résidences de moines et de nonnes qui poursuivent la méditation de « chemin intérieur ». Se rendre à cette chute d'eau pittoresque est très commode. Conduisez le long de la route numéro 3049 environ 12 kilomètres, puis prenez à gauche sur la route numéro 3050 et continuez encore 3 kilomètres.

### Parc National Wang Takrai
Le parc national de Wang Takrai se trouve à environ 16 kilomètres de Nakhon Nayok, dans la commune de Hin Tang, tout à fait près de la chute Sarika. La chute d'eau Wang Takrai est un site touristique bien connu de la province. De plus, c’est un endroit célèbre pour la science botanique.
Le parc Wang Takrai comprend une surface totale de 1 500 rai (environ 600 acres) et est renommé pour son paysage scénique, petite crique rocheuse contenant une grande variété de plantes. Un éventail d'activités attendent les visiteurs tel la natation, la descente de la chute d’eau dans des chambres à air, le canoeing, ou des randonnées à vélo. Les campings et les bungalows y sont également disponibles.

### Chute Nangrong

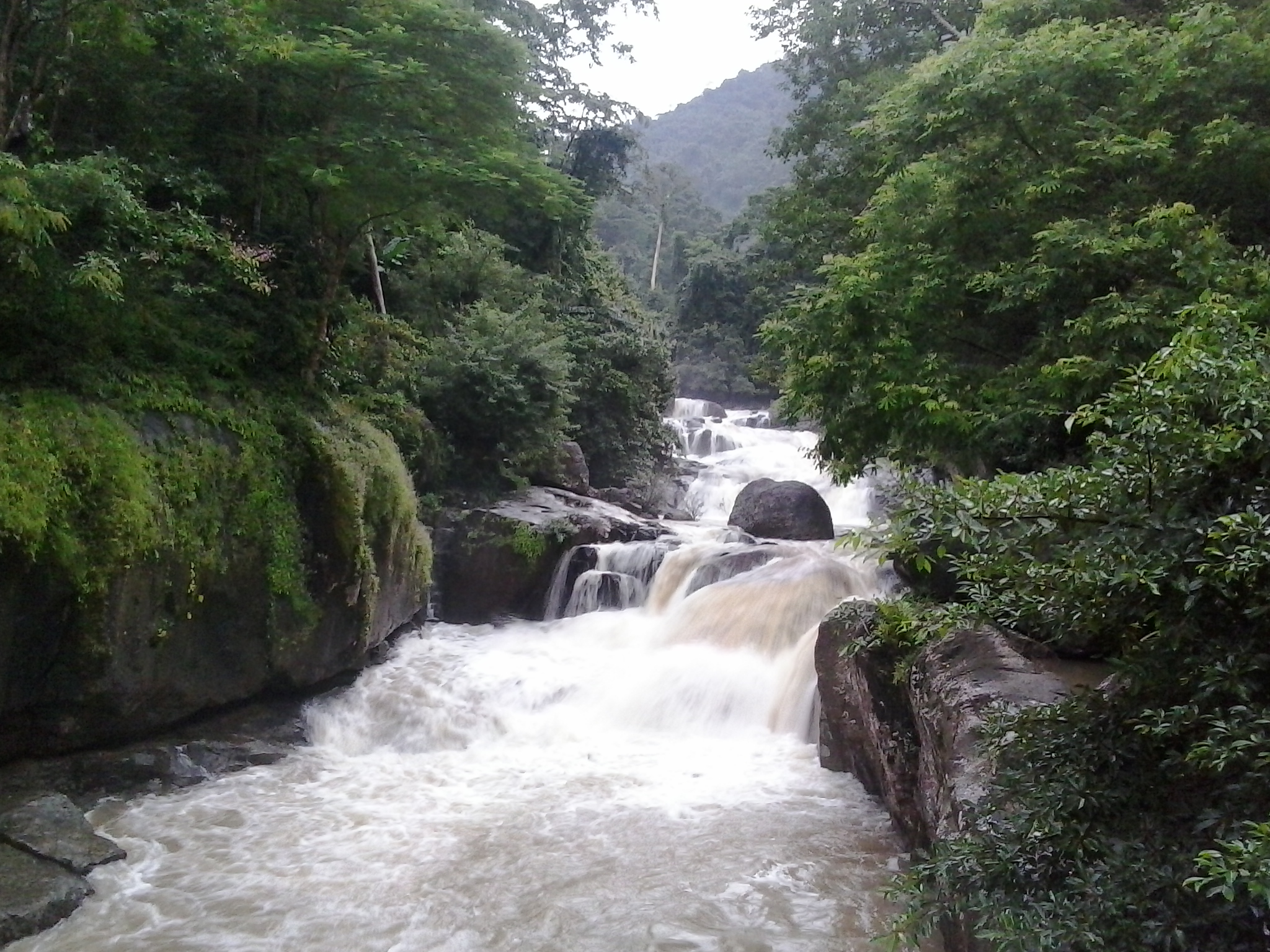
Cascade Nangrong

La chute Nangrong se situe dans la commune de Hin Tang, une partie du parc national de Khao Yai. Cette chute d'eau à multiples gradins coule dans plusieurs formations de roche. Une petite piscine à chaque niveau fait que la chute est un endroit parfait pour que les visiteurs s'immergent dans la beauté naturelle. La chute Nangrong est située 20 kilomètres de la ville sur la route numéro 3049. Le logement, les toilettes et les restaurants sont disponibles. Cette chute d'eau attire de nombreux visiteurs particulièrement pendant les saisons de fête et de longues vacances. 

### Chute Lanrak
La chute Lanrak, située dans la commune de Brahmani sur la route des chutes Sarika et  Nangrong, est une chute d'eau unique provenant d'un petit jet qui traverse une grande formation rocheuse au pied d'une petite colline. Le meilleur moment pour visiter cette chute d'eau est pendant la saison des pluies, c’est-à-dire de juin jusqu’à octobre. 

### Barrage Khundan Prakarn Chon
Le projet royal de barrage du canal de Thadan, situé à Ban Thadan, dans la commune de Hin Tang, a été établi à la suite de la résolution du Cabinet du 13 février 1996 qui avait commissionné le département d'irrigation royal pour mettre en application le projet de l’année budgétaire 1994 à 2001. La durée du projet est de 8 ans avec un budget total de 10 193 000 000 baht.
Les caractéristiques de ce barrage sont distinctes de celles des autres. C'est le barrage en béton compact le plus grand du monde. La construction applique le principe de la théorie du béton compact qui est la technologie intégrée entre la technologie de béton et celle de sol. Elle utilise des matériaux en béton liquide devenant béton sec. L'application se compose de l'utilisation de cendres volantes acides de la mine de Mae Moh, (province de Lampang), un ingrédient remplaçant partiellement le ciment, qui est dès lors comprimé par un rouleau.

### Site archéologique Dong Lakhon
Ce village localisé dans la commune de Dong Lakhon, à environ 9 kilomètres au Sud du centre-ville, est un emplacement où des objets religieux, comprenant des fragments des images, des sceaux, des bijoux et des ornements bouddhiques furent trouvés. Toutes ces évidences sont maintenant en exposition au musée national de Prachinburi.
Les résultats de l'excavation remontent à la période de Dvaravati. La colonie qui fut découverte était de forme ovale, de 600 mètres de large et de 700 mètres de long, avec de doubles murs et ponceaux de ville, un style commun de Dvaravati dans le centre de la Thaïlande. L'emplacement était initialement appelé « Mueang Lablae », qui signifie littéralement la ville mystérieuse. La légende raconte que Mueang Lablae était une ville dans laquelle résida la reine du Cambodge. La ville fut cachée du monde extérieur par de grands arbres denses qui empêchèrent les visiteurs d'y entrer et d’en sortir. Les habitants pouvaient entendre la musique classique thaïe royale jouée pendant la nuit. Ainsi ils appelèrent le quartier "Dong Lakhon". (Lakhon veut dire en thaï spectacle classique).
Le département des beaux arts a enregistré Dong Lakhon comme site historique national le 8 mars 1935.

### Tombeau de Pilier de la Cité
Le Tombeau le plus honoré de Nakhon Nayok, le San Lak Mueang, fut reconstruit et rénové plusieurs fois. Situé près de la vieille ville, c'était autrefois un vieux Tombeau logeant une colonne d’un mètre en bois avec un découpage d'un lotus au-dessus. En 1910, le pilier de la cité fut enchâssé au bâtiment rouge de l'école Sri Nakhon Nayok, aujourd’hui devenue Nakhon Nayok Witthayakhom, où un nouveau pavillon quadrangulaire situé le long de la rivière Nakhon Nayok fut établi pour loger le pilier. À l'intérieur du Tombeau, les visiteurs verront un coin consacré à Naraï, un Dieu hindou, et un autre coin à une image bouddhique de la période d'Ayutthaya.

### Académie Militaire Royale de Chulachomklao
Le centre de formation pour les cadets militaires thaïs : cette académie militaire se situe au pied de Khao Changok, à peu près à 14 kilomètres à l'Ouest de la ville. Plus que de fournir les meilleurs services éducatifs, le bâtiment offre également un tas d'attractions et d'activités. Les attractions sont ouvertes au public: un musée, un cours de golf, et une portée de tir. Récemment, le programme de « Boot Camp » qui permet au public d’explorer et d’éprouver quelques parties des exercices militaires a été lancé. 
La meilleure option pour visiter le site de l'Académie, qui couvre un domaine de terrain de 3 000 rai, est en voiture. Pourtant, des bicyclettes peuvent être louées au centre de touristes dans le composé de l'académie. 
Les attractions de l'Académie Militaire Royale de Chulachomklao incluent :
- Monument du Roi Rama V

Bâti pour honorer le Roi Chulalongkorn (Rama V), le fondateur de l'Académie, ce monument est situé aux sièges sociaux. Le monument dépeint le Roi Chulalongkorn assis, soutenant les insignes royaux du commandant suprême des Forces thaïes.
- Pavillon circulaire

Construit comme une zone de récréation pour les cadets militaires, le Pavillon a été édifié sous la commande du prince Pitsanulok Prachanat. Il est également un endroit où une sculpture du Roi Rama V est enchâssée.
- Musée de 100 ans de l’Académie Militaire Royale

Un lieu idéal pour se renseigner sur l'histoire des guerres et de leurs conséquences, le musée affiche les biographies des fameux diplômés, l'histoire des guerres, les armes de guerre et les uniformes des soldats des nations voisines, aussi bien que la sculpture en cire du Roi Rama V.
- Tombeau de Chaopho Khundan

Khundan était le chef administratif suprême de la ville de Nakhon Nayok pendant le règne du Roi Naresuan le Grand du royaume d'Ayutthaya. Lors de la guerre entre le royaume et la Birmanie, les Khmers saisirent l'occasion d'envahir Nakhon Nayok et de réclamer la ville sous sa souveraineté. C'était ici que Khundan installa un camp pour mobiliser le peuple et obligea les Khmers à battre en retraite. Il les défit finalement en 1587. Ce Tombeau est l'un des plus fortement respectés par les riverains.
- Phra Bouddha Chai

Au début, cette peinture comportant plusieurs motifs de Bouddha dans des postures différentes sur le mur d’une falaise faisant face à une petite colline près de Khao Changok, fut trouvée dans un endroit officiellement appelé Wat Khao Changok. Le département de carte de l'armée thaïe royale a décidé en 1942 de construire une carrière de marbre au pied de la colline et a commencé à reconstituer les peintures.
- Chute Phra Chai

Cette petite chute d'eau d’une hauteur d’environ 30 mètres tombe d'une falaise dans un bassin et est située derrière Wat Khao Changok.
- Activités dans l'Académie

Diverses activités sportives sont disponibles pour le public. Ceci inclut le tir (à une portée de tir standard), le canoeing, se débarrasser sur un traîneau de délivrance (dans le réservoir de l'Académie), et un parcours de golf de 18 trous. 

### Rafting dans la rivière Nakhon Nayok
Provenant du parc national de Khao Yai, la rivière Nakhon Nayok se ramifie au canal de Wang Takrai. Les excursions en canoë partent du canal de Wang Takrai, à côté du pont de Wang Takrai, et procèdent le long du canal de Nangrong à la rivière Nakhon Nayok. Il y a beaucoup de points de sortie tout le long du bord de la rivière ; par exemple à Ban Dong, Kaeng Sam Chan, Wang Kutapha et Wang Yao. La distance entre chaque station est de 2 - 5 kilomètres. La rivière est tout à fait lisse et sans rapides, mais peut avoir certains tours et torsions inattendus (mais passionnants).

### Temple Brahmani ou Temple Wat Phra Mani (วัด พรา หมณี)

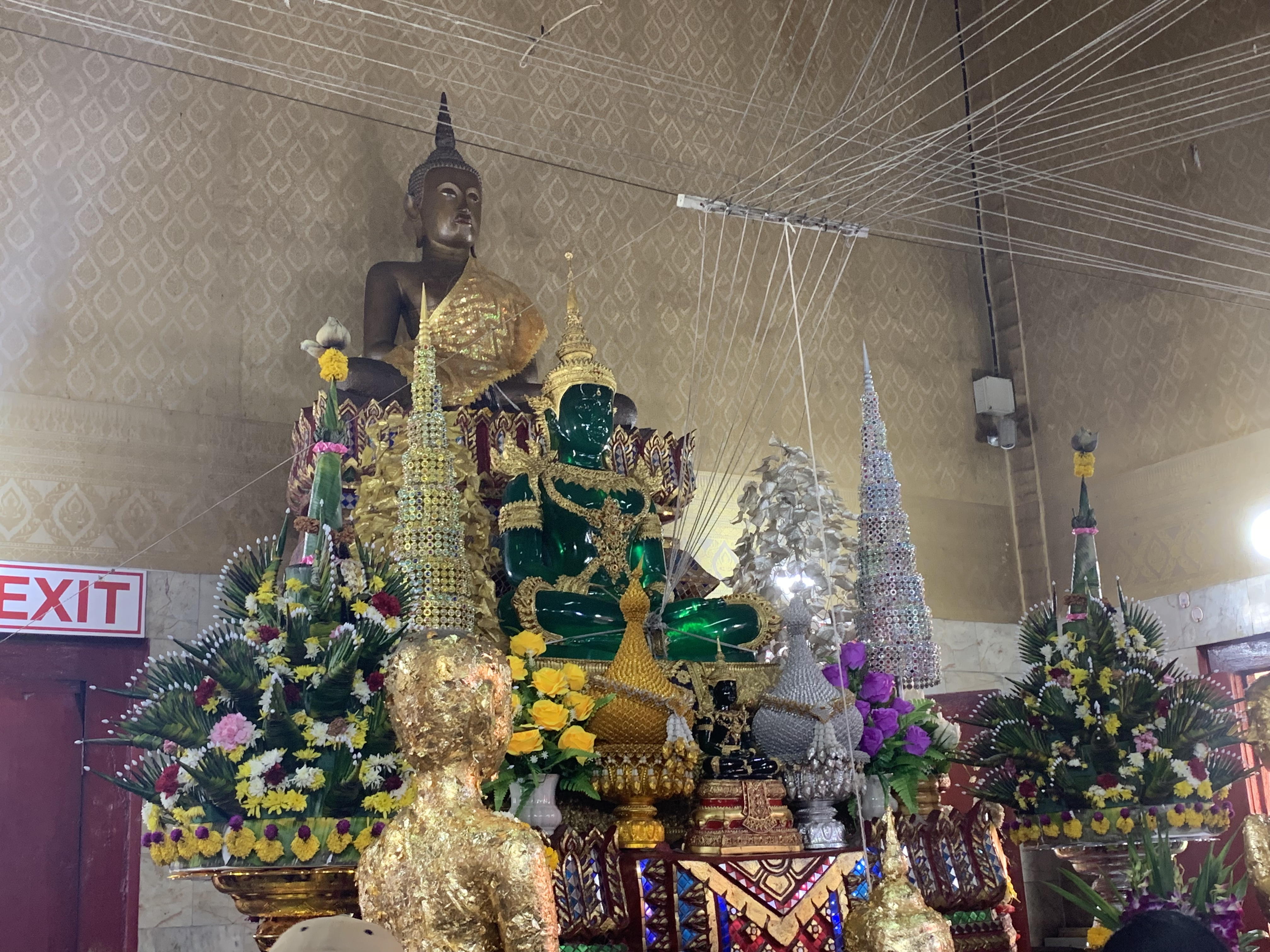
Luang Pho Pak Daeng, Le Bouddha à la bouche rouge

Ce mémorial militaire est situé dans le temple Brahmani (Wat Phra Mani), dans la commune de Sarika, approximativement 5 kilomètres sur la route numéro 3050 aux chutes Sarika - Nangrong. Durant la Seconde Guerre mondiale, le trente-septième Quartermaster Infantry des militaires japonais installa son camp dans le temple. En 1992, l'association des amis asiatiques de guerre d'Alliance a construit le mémorial pour honorer les 7 920 soldats thaïs recrutés pour travailler dans le camp et morts durant la guerre. Leurs cendres, autrefois placées dans le temple, se trouvent maintenant dans l'autel du mémorial. Une attraction additionnelle est une image raffinée de Bouddha qui y a été apportée durant la guerre de Vientiane par des Laotiens migrant. L'image de Bouddha s'appelle généralement "Phra Bouddharup Pak Daeng" (thaï : หลวงพ่อปากแดง ; Luang Po Pak Daen ; litt. Le Bouddha à la bouche rouge).

## Comment y aller
Les autobus quittent chaque jour le terminus nord de Bangkok (Terminus de Mochit) sur la route de Kamphaengphet 2 toutes les 30 minutes à partir de 05h30 jusqu’à 17h30. Les autobus climatisés coûtent 65 bahts pour un aller simple. 
Il y a deux autres itinéraires opérés par d’autres compagnies: Bangkok - Hin Kong - Nakhon Nayok et Bangkok - Ongkharak - Nakhon Nayok. En outre, il y a aussi des autobus climatisés de deuxième classe fonctionnant de Bangkok - Ongkharak - Académie Militaire Royale de Chulachomklao (évitant  la ville de Nakhon Nayok).